# Temporada de tufões no Pacífico de 1954
A temporada de tufões no Pacífico de 1954 não tem limites oficiais; durou o ano todo em 1954, mas a maioria dos ciclones tropicais tende a se formar no noroeste do Oceano Pacífico entre junho e dezembro. Essas datas delimitam convencionalmente o período de cada ano em que a maioria dos ciclones tropicais se forma no noroeste do Oceano Pacífico.
O escopo deste artigo é limitado ao Oceano Pacífico, ao norte do equador e a oeste da Linha Internacional de Data. As tempestades que se formam a leste da linha de data e ao norte do equador são chamadas de furacões; veja a temporada de furacões de 1954 no Pacífico. As tempestades tropicais formadas em toda a bacia do Pacífico Ocidental receberam um nome do Fleet Weather Center em Guam.

## Sistemas

### Tempestade Tropical 01W
Uma tempestade que afetou as Filipinas.

### Tufão Elsie
Elsie atingiu Hong Kong.

### Tufão Flossie
Flossie tomou uma pista em mar alto.

### Tufão Grace
O tufão Grace atingiu as ilhas do sul do Japão de Kyūshū e Shikoku, bem como Okinawa. 28 pessoas foram mortas e 33 desapareceram.

### Tufão Ida
Ida foi a tempestade mais forte de 1954, ela fez landfall na China.

### Tufão Kathy
Kathy atingiu o Japan.

### Tufão June
O tufão de Junho atingiu com especial força os japoneses do Sul, atingindo a área a oeste de Kanto. 107 pessoas foram mortas e 39 desapareceram.

### Tufão Lorna
O tufão Lorna escovou a costa sul da ilha japonesa de Shikoku. 34 pessoas foram mortas e 20 desapareceram.

### Tufão Marie
O tufão Marie tinha uma pressão mínima de 956 mb e uma velocidade máxima de vento de 85 mph. Marie atravessou as ilhas do sul de Kyūshū e Shikoku antes de virar para nordeste e atingir a ilha Hokkaidō. Marie fez com que o navio [[Toya Maru] afundasse no Estreito de Tsugaru. 1,361 pessoas foram mortas e 400 ficaram desaparecidas. Devido a este disastre, o tufão é conhecido no Japão com Tufão Toya Maru.

### Tufão Pamela
A 27 de outubro, o tufão Pamela formou-se como uma depressão tropical. Pamela atingiu um pico de 900 mbar e 282 km/h (175 mph) em 1 de novembro e atingiu um pico secundário de 935 mbar em 5 de novembro. Pamela foi uma das quatro tempestades que atingiram o estatuto de supertufão de categoria 5 no Mar do Sul da China, sendo as outras o Tufão Rammasun de 2014, o Tufão Rai de 2021 e o Yagi em 2024 Além disso, ele é um dos cinco supertufões de categoria 5 registrados no Mar do Sul da China, ao lado de Pamela em 1954, Rammasun em 2014, Rai em 2021, e Yagi em 2024..
As rajadas em terras a oeste de Macau atingiram 175 km/h em Ilha Waglan e 155 km/h no Observatório de Hong Kong, que foram as mais fortes desde 10 de novembro de 1900, quando a velocidade média do vento à hora atingiu 113 km/h (71 mph ou 61 kts) no Observatório Real em Tsim Sha Tsui, a par com Tufão Gloria.

### Tufão Ruby
O rubi atingiu as Filipinas como um tufão, e atingiu a China como uma tempestade tropical.

### Tufão Sally
Sally escovou as Filipinas como um tufão de Categoria 5.

### Tufão Tilda
Tilda atingiu as Filipinas como um tufão e dissipou-se perto do Vietname.

## Nomes das tempestade
| - Elsie - Flossie - Grace - Helen - Ida - June - Kathy - Lorna | - Marie - Nancy - Olga - Pamela - Ruby - Sally - Tilda |